# Beerenauslese

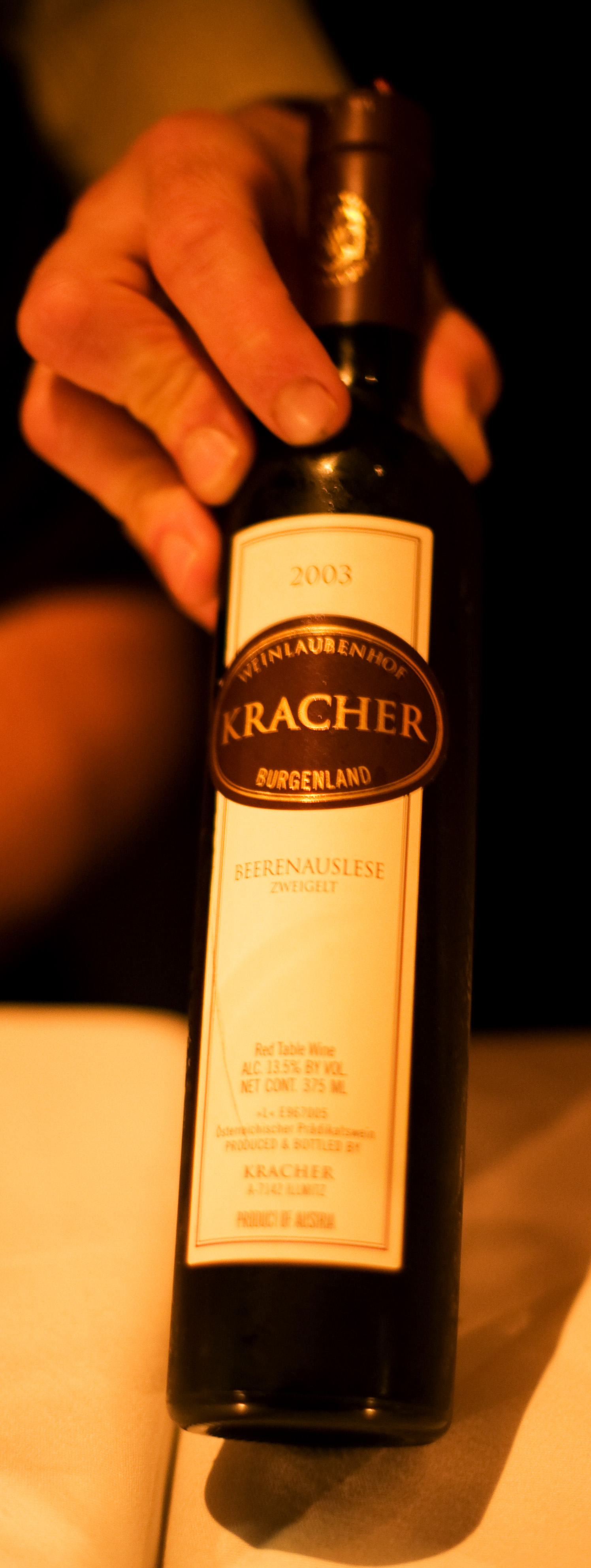
Een "half" flesje Oostenrijkse Beerenauslese

Beerenauslese is een classificatienorm voor wijnen in Duitstalige wijnbouwgebieden. Deze wijnen hebben minimum voorgeschreven kwaliteitseisen waaronder de dichtheid van de gebruikte most (uitgedrukt in °Oechsle). In Duitsland loopt dit op tot ongeveer 125 graden. In het Duitse wijngebied Württemberg en Oostenrijk vaak iets hoger.  Doordat niet alle suiker in de most vergist tot alcohol, worden het zeer zoete wijnen.
In de classificatiereeks staat de Beerenaulese boven de Auslese en onder de Trockenbeerenauslese. Een classificatie- of kwaliteitsnorm is niet hetzelfde als kwaliteitswijn in de zin van “waarderingsniveau”. Deze wordt vooral bepaald door het vakmanschap van betreffende wijnmaker. De best gewaardeerde Beerenauslesen zijn erg kostbaar. Vandaar dat zij veelvuldig in een flessenmaat van 0,375 liter verkocht worden.
Letterlijk betekent Beerenauslese: “Bessen(druiven)uitzoeking”. Doordat de druiventrossen de gelegenheid hebben gekregen lange tijd aan de druivenstok te blijven hangen, zullen veel druiven overrijp zijn. Terwijl bij Auslese de onrijpe druiven uit de druiventrossen worden verwijderd, worden voor de Beerenauslese juist de rijpste druiven uit de trossen gehaald om apart tot deze bijzondere kwaliteitswijn te kunnen vergisten. Soms -in het ene jaar wat meer dan het andere- kunnen hier ook met edele rotting aangetaste druiven tussen zitten. Behalve een natuurlijk hoog suikergehalte is het concentraat aan mineralen en smaakstoffen in de druiven, en dus de wijn, eveneens erg hoog. Beerenauslese is een wijn die zeer lang kan lageren. Overigens, bij Trockenbeerenauslese zijn nagenoeg alle druiven met edele rotting aangetast. 
In de Elzas maakt men soortgelijke wijn, die daar Sélection de grains nobles genoemd wordt.